# Phare d'Oak Orchard

Le phare de Oak Orchard (en anglais : Oak Orchard Light), est un phare actif situé à Oak Orchard Creek (en) sur le lac Ontario, dans le Comté d'Orleans (État de New York).

## Histoire
Le phare d'origine a fonctionné de 1871 à 1905 et a été détruit en 1916 par une tempête ainsi que le brise-lames au bout duquel il était situé. La maison de gardien a survécu.
En 2010, un groupe de la communauté locale a construit une réplique du phare historiquement exacte située à proximité du site côté est de Oak Orchard Creek.

## Description
Le phare  est une tour quadrangulaire en bois avec une galerie et une lanterne de 10,5 m de haut. La tour est peinte en blanc et noir et la lanterne est grise. Son feu isophase Il émet, à une hauteur focale de 11 m, un feu blanc fixe.
Identifiant : ARLHS : USA-559 ; USCG : 7-2391 .

### Lien connexe
- Liste des phares de l'État de New York